# Khalid Askri
Khalid Askri (en árabe: خالد العسكري‎, nacido el 20 de marzo de 1981 en Missour, Boulemane) es un futbolista marroquí. Juega de guardameta y actualmente se encuentra sin equipo.

## Trayectoria

### Clubes
| Club                             | País      | Año         |
| -------------------------------- | --------- | ----------- |
| FAR Rabat                        | Marruecos | 1998 - 2012 |
| Chabab Rif Al Hoceima (préstamo) | Marruecos | 2011        |
| Raja Casablanca (préstamo)       | Marruecos | 2012        |
| Raja Casablanca                  | Marruecos | 2012 - 2015 |
| Difaa El Jadida                  | Marruecos | 2015 - 2016 |
| Kawkab Marrakech                 | Marruecos | 2016        |
| Olympique Khouribga              | Marruecos | 2016 - 2017 |

### Selección nacional
| Selección | País      | Año             |
| --------- | --------- | --------------- |
| Absoluta  | Marruecos | 2013 - Presente |

## Palmarés

### Títulos nacionales
| Título                      | Club            | País      | Año  |
| --------------------------- | --------------- | --------- | ---- |
| Copa del Trono              | FAR Rabat       | Marruecos | 2009 |
| Copa del Trono              | Raja Casablanca | Marruecos | 2012 |
| Liga de Fútbol de Marruecos | Raja Casablanca | Marruecos | 2013 |

### Títulos internacionales
| Título                       | Club (*)               | Sede      | Año  |
| ---------------------------- | ---------------------- | --------- | ---- |
| Copa Confederación de la CAF | FAR Rabat              | Rabat     | 2005 |
| Copa de Naciones Árabe       | Selección de Marruecos | Yeda      | 2012 |
| Subcampeón Mundial de Clubes | Raja Casablanca        | Marruecos | 2013 |

(*) Incluyendo la selección